# پروتئین خون
پروتئین‌های خون، پروتئین‌های پلاسما نیز نامیده می‌شوند، پروتئین‌های موجود در پلاسمای خون هستند. آنها عملکردهای مختلفی دارند از جمله:انتقال لیپیدها، هورمون‌ها، ویتامین‌ها و مواد معدنی در فعالیت و عملکرد سیستم ایمنی بدن. سایر پروتئین‌های خون به عنوان آنزیم، اجزای پیچیده، مهارکننده‌های پروتئاز یا پیش سازهای کینین عمل می‌کنند. برخلاف تصور عمومی، هموگلوبین یک پروتئین خون نیست، بلکه در سلول‌های قرمز خونی حمل می‌شود و در سرم خونی حمل نمی‌شود.
آلبومین سرم ۵۵ درصد از پروتئین‌های خون را تشکیل می‌دهد، یک عامل اصلی در حفظ فشار تورمی. پلاسما است و به عنوان یک حامل در انتقال لیپیدها و هورمون‌های استروئیدی کمک می‌کند. گلوبولین‌ها ۳۸٪ پروتئین‌های خون و یون‌های حمل و نقل، هورمون‌ها و لیپیدها را در عملکرد سیستم ایمنی بدن تشکیل می‌دهند. فیبرینوژن ۷٪ پروتئین‌های خون را تشکیل می‌دهد. تبدیل فیبرینوژن به فیبرین نامحلول برای لخته شدن خون ضروری است. باقیمانده پروتئین‌های پلاسما (۱٪) پروتئین‌های تنظیم کننده مانند آنزیم‌ها، آنزیم‌ها و هورمون‌ها هستند. تمام پروتئین‌های خون به جز گاما گلوبولین‌ها در کبد سنتز می‌شوند.

## خانواده‌های پروتئین های موجود در پلاسماء خون
| پروتئین خون            | سطح عادی                 | ٪   | عملکرد                                                   |
| ---------------------- | ------------------------ | --- | -------------------------------------------------------- |
| آلبومین‌ها              | ۳٫۵–۵٫۰ گرم در دسی لیتر  | ۵۵٪ | فشار اسمزی را ایجاد و حفظ کنید. انتقال مولکولهای نامحلول |
| گلوبولین‌ها             | ۲٫۰–۲٫۵ گرم در دسی لیتر  | ۳۸٪ | در سیستم ایمنی شرکت کنند                                 |
| فیبرینوژن              | ۰٫۲–۰٫۴۵ گرم در دسی لیتر | ۷٪  | انعقاد خون                                               |
| پروتئین‌های تنظیم کننده |                          | <۱٪ | تنظیم بیان ژن                                            |
| عوامل لخته شدن         |                          | <۱٪ | تبدیل فیبرینوژن به فیبرین                                |

نمونه‌هایی از پروتئین‌های خاص خون:
- پرآلبومین (ترانزیستین)
- آنتی تریپسین آلفا ۱ (تریپسینی را که از سیستم گوارش نشت کرده‌است خنثی می‌کند)
- گلیکوپروتئین آلفا-۱-اسید
- آلفا -۱-فتوپروتئین
- آلفا ۲-ماکروگلوبولین
- گلوبولین‌های گاما
- میکروگلوبولین بتا -۲
- هاپتوگلوبین
- سرولوپلاسمین
- م componentلفه ۳
- مکمل ۴
- پروتئین واکنش پذیر C (CRP)
- لیپوپروتئین‌ها (شیلومیکرون‌ها، VLDL، LDL، HDL)
- ترانسفرین
- پروترومبین
- MBL یا MBP

## اهمیت بالینی
جداسازی پروتئین‌های سرم با الکتروفورز یک ابزار تشخیصی ارزشمند و راهی برای نظارت بر پیشرفت بالینی است. تحقیقات فعلی در مورد پروتئین‌های پلاسمای خون متمرکز بر انجام تجزیه و تحلیل پروتئومیکس سرم / پلاسما در جستجوی نشانگرهای زیستی است. این تلاش‌ها با الکتروفورز ژل دو بعدی در دهه ۱۹۷۰ آغاز شد و در چند وقت اخیر این تحقیق با استفاده از پروتئومیکس مبتنی بر LC- پشت سرهم MS انجام شده‌است. مقدار آزمایشگاهی طبیعی پروتئین کل سرم در حدود ۷ گرم بر دسی لیتر است.